# Союз композиторов Республики Татарстан
Сою́з компози́торов Респу́блики Татарста́н — общественная  организация — творческий союз профессиональных композиторов и музыковедов Республики Татарстан.
Основными целями Союза являются:
- развитие и обогащение музыкальных традиций Республики Татарстан
- обеспечение условий для создания высокопрофессиональных произведений
- забота о развитии разных музыкальных жанров
- активное участие в духовной и общественной жизни
- проведение концертов, фестивалей, конкурсов, конференций
- участие в республиканских, российских и международных фестивалях, конкурсах.

## История
Союз композиторов Республики Татарстан образован в 1939 году. В состав Оргкомитета Союза вошли Назиб Жиганов (председатель), Александр Ключарёв, Мансур Музафаров.
2 февраля 1940 года на заседании Оргкомитета в Союз были приняты композиторы Василий Виноградов, Юрий Виноградов, Назиб Жиганов, Александр Ключарёв, Мансур Музафаров, Салих Сайдашев, Джаудат Файзи, Загид Хабибуллин, Фарид Яруллин и музыковед Х. Терегулова.
Как свидетельствует «Краткий обзор деятельности Союза советских композиторов Татарии (1940-1947 гг.)», сохранившийся в архиве, только за 7 лет были созданы 10 опер, 4 балета, 3 музыкальные комедии, 3 симфонии, 2 струнных квартета, несколько кантат и сюит, 2 концерта, свыше 150 массовых песен. Отчёт отмечал, что опера Назиба Жиганова «Ильдар», поставленная в Казани в 1942 году, явилась первой советской оперой на тему Отечественной войны.
На протяжении всего периода 1950 — 1960-х годов наблюдался рост композиторской организации. Как отмечалось в сообщении о работе Союза композиторов ТАССР за 1956—1961 гг., если в 1956 году Союз объединял 17 композиторов и музыковедов, то к 1961 году их стало 25, из них 20 человек с высшим музыкальным образованием.

Из всей шестидесятилетней истории Союза композиторов Татарстана я бы выделил как особый, «золотой период» его существования пятидесятые и шестидесятые годы, когда шел бурный период становления, появлялись одно за другим произведения крупной формы, ставшие впоследствии классическими в татарской музыке, когда интенсивно работали Назиб Жиганов, Александр Ключарёв, Мансур Музафаров, Загид Хабибуллин, Джаудат Файзи, Альберт Леман, позднее — Рустем Яхин.
Творческий подъём и энтузиазм этих авторов, связанные с созданием новых произведений, освоением новых форм татарской музыки, особенно в пятидесятые годы были необычайными. Правда, начало пятидесятых годов было омрачено смертью основоположника профессиональной татарской музыки Салиха Сайдашева, но в то же самое время благодаря активной педагогической деятельности А.Лемана начинало работать новое поколение татарских композиторов: А.Монасыпов, Э.Бакиров, Х.Валиуллин.
А самыми большими событиями того времени музыкальной жизни Казани стали премьеры сочинений Назиба Жиганова, как симфонические так и оперные. С восторгом были встречены увертюры «Кырлай» и «Нафиса», позднее вторая симфония «Сабантуй», «Симфонические новеллы», «Симфонические песни», оперы «Алтынчэч», «Тюляк и Суслу», особенный же успех выпал на долю его вдохновенной оперы «Джалиль».
Союз композиторов тогда жил бурной, полнокровной жизнью первооткрывателей.
На пленумы Союза композиторов Татарстана приезжали в разные годы в качестве почетных гостей Кабалевский, Коваль, Шостакович. Помню как Кабалевский, послушав нашу музыку, сказал: «Да, есть такая композиторская школа — казанская!».
Семидесятые годы для Союза композиторов Татарстана были наполнены такой же активной творческой жизнью. Союз уже становился многочисленным, в него вливались новые и новые поколения композиторов. …Прекрасный симфонический оркестр под руководством Натана Рахлина, новый концертный зал консерватории, замечательные исполнители — все это способствовало новому творческому взлету, как композиторов старшего поколения, так и молодых. На сцене оперного театра увидели свет оперы Л.Балиуллина, Б.Мулюкова, балеты Э.Бакирова…— Анатолий Луппов, из статьи «Золотые десятилетия», журнал «Казань» № 11/1999.
Лидерами Союза композиторов Татарстана всегда были композиторы — крупные музыкально-общественные деятели. С момента образования творческой организации по 1977 год её председателем был Назиб Жиганов. В период с 1977 года по 1989 год Союз возглавлял Мирсаид Яруллин. С 1989 года  по декабрь 2024 года Председателем Союза композиторов Татарстана был композитор, Рашид Калимуллин.
Последняя четверть XX века ознаменована активной деятельностью композиторов Татарстана Ш.Шарифуллина, Л.Хайрутдиновой, Б.Четвергова, А.Руденко, Р.Абдуллина, на смену которым пришло новое поколение композиторов — Р.Ахиярова, М.Шамсутдинова, Л.Батыр— Булгари, Ш.Тимербулатов, И.Сафин, Р.Калимуллин. Почти ежегодно в состав композиторской организации Татарстана вливаются новые композиторы: это С.Зорюкова, С.Беликов, С.Садыкова, Р.Хакимов.
До 1992 года Союз композиторов Татарстана, который входит в состав Союза композиторов России, строил свою деятельность согласно Уставу Союза композиторов России. В 1992 году был принят первый самостоятельный Устав Союза композиторов Республики Татарстан. В 1994 году был заключён договор «О партнёрстве, сотрудничестве и совместной деятельности Союза композиторов России и Союза композиторов Татарстана».
Среди наиболее значимых мероприятий, проводимых Союзом композиторов Республики Татарстан:
- Международный фестиваль современной музыки «Европа — Азия» (с 1993 г. 1 раз в 2 года)[5]
- Фестиваль музыки композиторов Поволжья и Приуралья (с 1982 г. ежегодно)[5]
- Симфонические концерты из новых произведений композиторов Татарстана (2 раза в год)[5]
- Ежегодные юбилейные концерты композиторов республики (симфонические, камерные, хоровые)[5]
- Международный проект " Жемчужины русской и татарской музыки", благодаря которому музыка композиторов Татарстана вышла на высокий международный уровень и прозвучала в исполнении ведущих мировых оркестров в более чем 16 странах мира.

В 1999 году Союз композиторов Республики Татарстан стал первым в Российской Федерации членом Международной Ассоциации Современной Музыки (ISCM), со штаб-квартирой в Амстердаме.
В 2015 году Союз композиторов Республики Татарстан был принят в Лигу азиатских композиторов (ACL) со штаб-квартирой в Токио.